# 中院通守
中院 通守（なかのいん みちもり）は、室町時代前期の公卿。権大納言・中院通氏の子。別名・三条坊門権大納言。官位は正二位・権大納言。

## 経歴
応永6年（1399年）に参議兼右近衛中将に任ぜられる。応永9年（1402年）に従三位に叙される。応永11年（1404年）に権中納言に任ぜられる。応永13年（1406年）に正三位に叙される。応永17年（1410年）1月に従二位に叙され、10月に権中納言を辞して同月中に還任する。
応永21年（1414年）3月に権中納言を辞するが、12月に権大納言に任じられる。応永22年（1415年）権大納言を辞任。応永23年（1416年）に正二位に叙される。応永24年（1417年）に権大納言に還任するが、翌応永25年（1418年）2月10日に自邸の持仏堂にて自らの首を小刀で掻き切って自殺した（『看聞日記』応永25年3月8日条）。

## 通守の自殺
『看聞日記』によれば、通守の自殺は以下の事情があったという。
当時の治天の君であった後小松院は今年の春日祭の上卿に通守を任じた。だが、近年の経済的困窮によって上卿として必要な準備を揃えられない通守は再三にわたって辞退を申し入れたが、院はこれを認めず準備を整えることを厳命した。通守は経済的困窮によって朝廷への奉仕（上卿の役目）を果たせないことに苦悩して自殺を口にするようになり、2月10日に自殺に至った。
大臣家の家格であった中院家は上級公卿の一員として朝廷の行事における上卿を任じられる事が多く、こうした奉仕を果たしてこその身分を保つことになる。それを果たすためには装束や調度の準備、人員の確保などに多額の費用を要していたが、現実には長年の戦乱や半済令などによる公家領の経営の不安定は多額の費用を必要とする上級公卿には大きく堪えた。また、当時の公家社会において治天の君の勅勘や室町将軍の突鼻（譴責）を受ける事は直ちに家の取り潰しにつながる可能性もあった。こうした中で、上卿の辞退も準備もままならない状況に追い込まれた通守は後小松院の処罰によって中院家が潰されることを憂慮して自らの命を絶ったとみられている。

## 系譜
- 父：中院通氏（1347-1395）
- 母：万里小路仲房の娘
- 妻：不詳
  - 男子：中院通淳（1389-1451）
  - 男子：守鑁